# Международные коалиционные силы в Ираке

Государства, входящие в коалицию на момент создания (2003 год.).

Коалиция согласных (в оригинале с англ. "Coalition of the willing") — альянс государств, созданный по инициативе США и поддержавший вторжение США в Ирак в 2003 году (Иракская война) как политически так и вооружённой силой.
Название коалиции является противоположным термину Д. Буша «ось зла», к которой причислялся Ирак. Точное число государств, входящих в коалицию, неизвестно — некоторые не хотят это предавать гласности, некоторые отрицают.

## Члены коалиции
Во время теледебатов накануне президентских выборов 2004 года оппонент Буша Джон Керри заявил, что администрация Буша перед войной в Ираке не смогла сформировать широкую международную коалицию, сумев заручиться поддержкой только двух стран — Великобритании и Австралии. В ответ на это Буш произнёс фразу «Вы забыли Польшу», которая, вместо того, чтобы опровергнуть аргумент Керри, фактически его подтверждала.
По данным США на момент создания коалиции в неё входило 49 государств:

Австралия, Азербайджан, Албания, Ангола, Афганистан, Болгария, Великобритания, Венгрия, Гондурас, Грузия, Дания, Доминиканская Республика, Исландия, Испания, Италия, Казахстан, Колумбия, Коста-Рика, Южная Корея, Кувейт, Латвия, Литва, Маршалловы острова, Микронезия, Монголия, Нидерланды, Никарагуа, Палау, Панама, Польша, Португалия, Руанда, Румыния, Сальвадор, Северная Македония, Сингапур, Словакия, Соломоновы острова, США, Тонга, Турция, Уганда, Украина, Филиппины, Узбекистан, Чехия, Эритрея, Эстония, Эфиопия, Япония.
В сентябре 2004 года правительство Коста-Рики попросило Белый дом удалить её из списка членов коалиции. Коста-Рика не предоставила военный персонал для оккупации Ирака так как с 1949 года не имеет своей армии, но предложила США политическую поддержку.

## Вторжение в Ирак и активная фаза боевых действий
После войны в Персидском заливе 1991 года в небе Ирака были созданы зоны, запрещённые для полётов иракской авиации. Обеспечением этих зон занимались ВВС США. С середины 2002 года, формально в ответ на попытки иракских ПВО атаковать американские патрульные и разведывательные самолёты, США стали наносить ракетно-бомбовые удары по объектам на юге Ирака с целью подавить ПВО и нарушить оперативную структуру иракской армии.
20 марта 2003 вторжением в Ирак сил объединённой коалиции началась операция по свержению режима Саддама Хусейна. Она продлилась до 1 мая 2003 и закончилась установлением контроля над территорией страны. Однако «окончательной победой над тиранией» сами американцы называют пленение Саддама Хусейна, которое произошло 13 декабря 2003.
В 5:30 утром 20 марта 2003 в Багдаде раздались взрывы. В 22:15 по восточному американскому времени президент США Д. Буш объявил, что он приказал войскам коалиции начать наступление на Ирак.
Перед вторжением большинство военных аналитиков предполагало длительную кампанию ракетно-бомбовых ударов по целям в Ираке, предваряющую любые наземные операции (как это было во время войны в Персидском заливе 1991 и при вторжении США в Афганистан). На самом деле в американских планах было проведение быстрого наступления наземных войск при одновременных воздушных ударах. Предполагалось, что мобильность войск США позволит атаковать ядро командной структуры иракской армии, при этом обходя города и крупные соединения противника. Американцы считали, что после подавления руководства иракская армия развалится, а большинство населения поддержит действия коалиции. Однако отказ Турции предоставить свою территорию для проведения операции заставил американское командование отказаться от одновременной атаки с юга и севера. Это вызвало дезорганизацию при развёртывании сил США на юге, и часть войск не смогла принять участие в боевых действиях на начальном этапе. Кроме того, отсутствие поддержки местного населения ещё больше усугубило несоответствие планов коалиции и достигнутых результатов.
Наступая с кувейтской границы, американская 3-я пехотная дивизия выдвинулась на северо-запад по направлению к Багдаду. Войска США избегали сражений за крупные города, за исключением тех случаев, когда это требовалось для контроля за переправами через реки Тигр и Евфрат. Британские войска в первую неделю войны установили контроль над портовым городом Умм-Каср, а на третью неделю боевых действий взяли Басру.
Через полторы недели американская 3-я пехотная дивизия выдвинулась на линию Нассирия — Эн-Наджаф — Кербела, 1-я дивизия морской пехоты США частично оставалась под Басрой, частично достигла Насирии. Под влиянием усилившегося сопротивления иракских войск и с целью организовать коммуникации, наступление американской армии было приостановлено.
К концу третьей недели вторжения войска США вышли к Багдаду. Изначально ожидалось окружение города и переход к уличным боям с массированным использованием авиации. Было проведено несколько разведывательных боев, в ходе одного из них колонне из 30 американских танков удалось, несмотря на ожесточённое сопротивление иракцев, захватить багдадский аэропорт. Через два дня таким же образом был захвачен один из дворцов Хусейна. Через несколько часов после этого организованное иракское сопротивление в городе прекратилось — существует несколько версий, объясняющих произошедшее, такие как подкуп американцами иракского военного командования или уничтожение его во время очередного авианалёта.
9 апреля 2003 США заявили о взятии Багдада и свержении Саддама Хусейна. 10 апреля курдские повстанцы при поддержке американских рейнджеров выбили иракские войска из Киркука. 15 апреля было заявлено о взятии Тикрита, последнего крупного очага сопротивления. 1 мая президент Буш, находясь на борту авианосца «Авраам Линкольн», заявил об окончании активной фазы боевых действий.
За время активной фазы кампании погибли в общей сложности 140 американских военнослужащих.

## Заявленные цели
Международные коалиционные силы, введённые в Ирак, ставили своей основной целью свержение режима Саддама Хусейна и формирование в Ираке дееспособного правительства, опирающегося на поддержку значительной части населения. Существовали и ещё две заявленные цели — обнаружение и уничтожение оружия массового поражения и обнаружение данных, говорящих о поддержке Саддамом международного терроризма.
В результате уже к началу 2004 года стало ясно, что США и их союзникам не удалось найти даже следов оружия массового поражения, наличие коего являлось одним из основных поводов вторжения в Ирак. Также Белому дому вообще не удалось и доказать обвинения в поддержке иракским режимом терроризма.

## Возникновение партизанской борьбы в Ираке

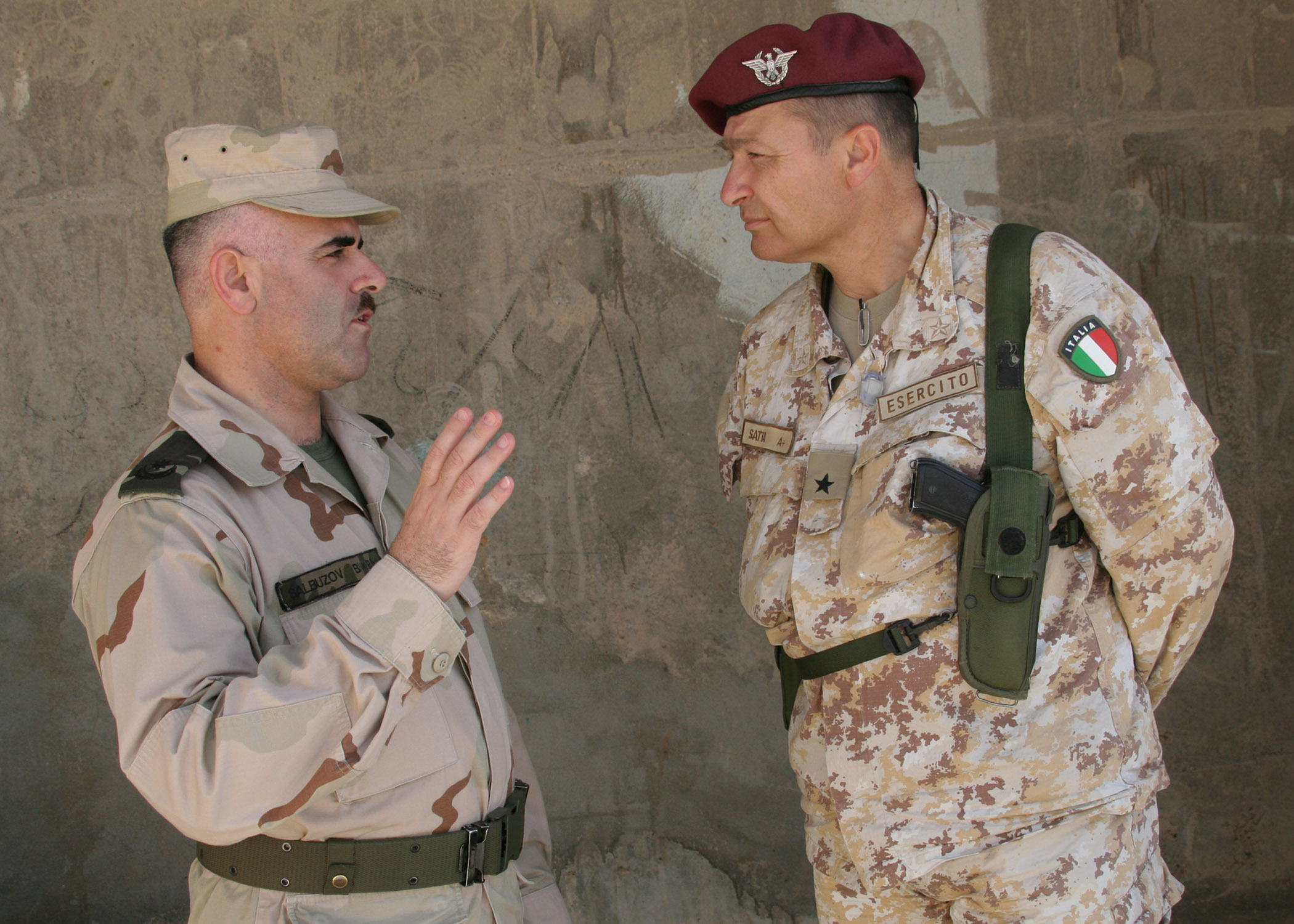
Итальянский генерал Антонио Сатта рассматривает ситуацию о безопасности в провинции Анбар, с азербайджанским майором Эльханом Шалбузовым.

До начала вторжения ожидалось, что иракская армия окажет стойкое сопротивление войскам международной коалиции. Этого, однако, не произошло — за исключением некоторых очагов сопротивления, которые были подавлены сравнительно легко, американские и британские части быстро установили контроль над территорией Ирака.
Иракским силам сопротивления потребовалось определённое время для того, чтобы организовать вооружённую партизанскую борьбу. Массированные акции боевиков начались в апреле 2004. Помимо открытых нападений на воинские части с применением стрелкового оружия и миномётных обстрелов, основной упор делался на действия террористов-смертников (против иностранных войск и местных коллаборационистов), а также захват заложников из числа иностранных граждан и выдвижение требований, направленных на вывод войск того или иного государства из Ирака. Требования выдвигались крайне жёсткие, а при отказе от их выполнения террористы подвергали свои жертвы жестокой казни, снимая это для дальнейшего устрашения на видеоплёнку.
К концу 2004 стало ясно, что противостояние между движением сопротивления и оккупационными войсками перешло в принципиально новую фазу. За полтора года активного сопротивления иракские боевики последовательно выполняли поставленные задачи. Используя партизанские методы ведения войны, они сумели сначала выдавить американцев из провинций в крупные населённые пункты. Затем, подвергаясь регулярным нападениям на патрули и армейские колонны внутри городов, коалиционные войска постепенно отступили на новый рубеж обороны, укрывшись на собственных военных базах. И наконец, американцы перестали чувствовать себя в безопасности даже на собственных базах.
Так, например, третий по величине иракский город Мосул, расположенный в 360 км севернее Багдада, во время вторжения в Ирак в марте-апреле 2003 был взят практически без боя, но за последующие 20 месяцев оккупации в терактах и стычках с боевиками иракского сопротивления здесь погибли более сотни американских солдат, а 21 декабря 2004 в результате взрыва на военной базе Марез в этом городе было убито сразу 20 американцев, а свыше семидесяти получили ранения.
К 18 июля 2010 года потери коалиционных сил по годам выглядят следующим образом:
2003—580 чел;

2004—906 чел;

2005—897 чел;

2006—872 чел;

2007—961 чел;

2008—322 чел;

2009—150 чел;

2010 — 42 чел.
В немалой степени успеху движения сопротивления способствовали новые методы, привнесённые исламскими боевиками из других частей света. В частности, невиданный размах приняла охота на соотечественников, записывающихся на службу в полицию. Кроме того, боевики активно и очень успешно используют против регулярной армии минную войну. Ежедневно происходят подрывы на фугасах патрульных машин и бронетехники, а также автоколонн частей тылового обеспечения.
Самым эффективным оружием повстанцев оказались кумулятивные мины направленного действия с инфракрасным датчиком, который срабатывает при прерывании движущейся машиной светового луча. Они устанавливаются с выключенным датчиком, не создавая. таким образом, проблем в прохождении по трассе гражданских машин. За несколько секунд до приближения военной автомашины, инфракрасный датчик включается при помощи мобильного телефона.
За три с половиной года, прошедшие после падения режима Саддама Хусейна, от рук повстанцев погибли 150 тысяч человек. Количество иракцев, получивших за это время ранения, оценивается примерно в 450 тысяч человек. При этом глава иракского Минздрава не сообщил, каким образом были получены эти цифры.
Буш заявлял, что за последние три года в Ираке погибли около 30 тысяч мирных жителей. По данным иракских государственных ведомств, число жертв может превышать 48 тысяч, неправительственные организации в Ираке называют цифру не менее, чем в 128 тысяч погибших. Согласно преданной недавно гласности информации министерства обороны США, с мая 2005 года по июнь 2006 года в Ираке ежедневно гибли в среднем 117 представителей мирного населения страны.
Официально объявляется, что значительную часть террористических актов в Ираке совершено иностранцами, но об участии российских граждан достоверной информации нет.
Начиная с конца 2007 года неуклонно снижались как потери международных сил (http://icasualties.org/Iraq/index.aspx Архивная копия от 21 марта 2011 на Wayback Machine), так и иракских сил безопасности.

## Участие НАТО
22 сентября 2004 после длительных переговоров было достигнуто соглашение об участии НАТО в урегулировании ситуации в Ираке. Однако США не удалось убедить НАТО согласиться на отправку в поддержку новому иракскому правительству военных сил. НАТО лишь пообещало заняться подготовкой кадров для иракской армии. Для этого в Багдаде под эгидой НАТО будет создана специальная военная академия. Академия будет подотчётна руководству НАТО, ни о каком участии в боевых операциях речи не идет, а обеспечением безопасности учебного заведения займутся американские войска.

## Численность контингента
При оценке численности иностранных войск и иных вооружённых формирований в Ираке следует учитывать, что помимо военнослужащих военного контингента MNF-I на территории Ирака в это время находился личный состав других формирований стран антииракской коалиции (так, помимо военного контингента вооружённых сил США и сотрудников спецслужб США в 2003-2009 гг. в Багдаде находилась группа вооружённых сотрудников службы маршалов США; правительство Румынии помимо военного контингента отправило 14 марта 2005 года ещё 100 военнослужащих в состав охраны персонала ООН в Ираке (они входили в состав миссии UNAMI, но не являлись частью румынского военного контингента MNF-I); помимо военнослужащих военного контингента Польши в Ираке находилась группа вооружённых сотрудников Бюро охраны правительства).
| Страна                      | Общая численность контингента (чел.) | Погибло в Ираке (чел.) по состоянию на март 2005 |
| --------------------------- | ------------------------------------ | ------------------------------------------------ |
| США                         | 153000                               | 1517                                             |
| Великобритания              | 8800                                 | --                                               |
| Южная Корея                 | 3600                                 | --                                               |
| Италия                      | 3100                                 | --                                               |
| Грузия                      | 2000                                 | --                                               |
| Польша                      | 1700                                 | --                                               |
| Украина                     | 1700                                 | 18                                               |
| Испания                     | 1300                                 | --                                               |
| Нидерланды                  | 1300                                 | --                                               |
| Румыния                     | 830                                  | --                                               |
| Япония                      | 550                                  | --                                               |
| Дания                       | 500                                  | --                                               |
| Болгария                    | 450                                  | --                                               |
| Таиланд                     | 450                                  | --                                               |
| Австралия                   | 400                                  | --                                               |
| Сальвадор                   | 380                                  | --                                               |
| Гондурас                    | 370                                  | --                                               |
| Венгрия                     | 300                                  | --                                               |
| Доминиканская Республика    | 300                                  | --                                               |
| Казахстан                   | 290                                  | 1                                                |
| Сингапур                    | 200                                  | --                                               |
| Монголия                    | 180                                  | --                                               |
| Азербайджан                 | 150                                  | --                                               |
| Фиджи (в составе войск ООН) | 150                                  | --                                               |
| Норвегия                    | 150                                  | --                                               |
| Португалия                  | 127                                  | --                                               |
| Латвия                      | 120                                  | --                                               |
| Литва                       | 120                                  | --                                               |
| Никарагуа                   | 115                                  | --                                               |
| Чехия                       | 110                                  | --                                               |
| Словакия                    | 105                                  | --                                               |
| Албания                     | 70                                   | --                                               |
| Новая Зеландия              | 60                                   | --                                               |
| Эстония                     | 55                                   | --                                               |
| Филиппины                   | 50                                   | --                                               |
| Армения                     | 45                                   | --                                               |
| Тонга                       | 45                                   | --                                               |
| Македония                   | 33                                   | --                                               |
| Молдавия                    | 12                                   | --                                               |

## Вывод войск коалиции из Ирака

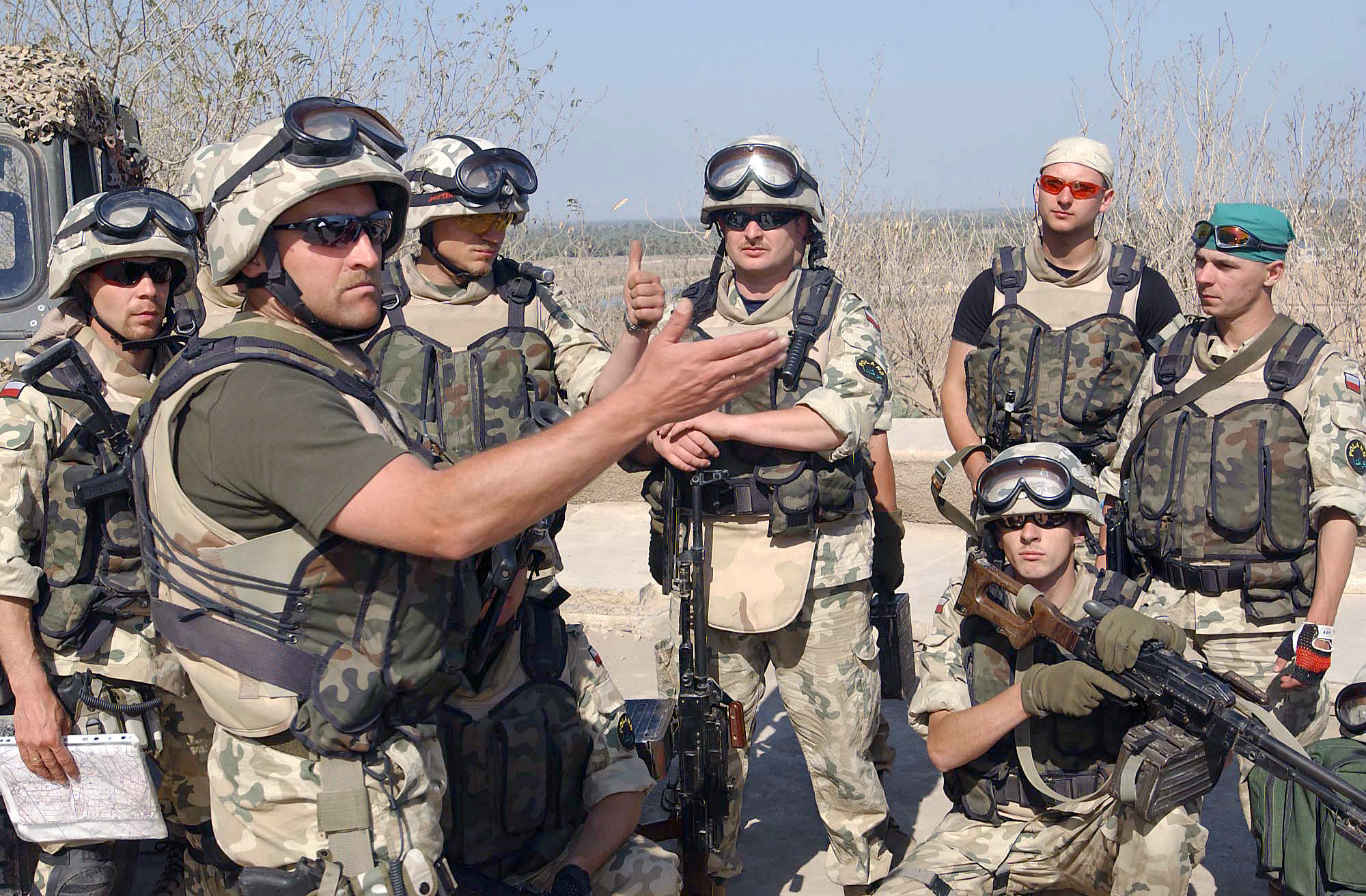
Польские солдаты в Ираке, март 2004 года

Несмотря на масштабы кровопролития, движение иракского сопротивления было не в состоянии (до декабря 2011) добиться главной цели — вынудить США вывести войска из Ирака. Учитывая то, что военная служба в США осуществляется по контракту, американское общественное мнение фактически не в состоянии заставить правительство пойти на вывод войск — особенно после того, как переизбрание Джорджа Буша означало поддержку его политики населением.
Гораздо больших результатов партизанам удалось добиться нанесением ударов по союзникам США.
- Первой свои войска после терактов в Мадриде 11 марта 2004 года и прихода правительства социалистов вывела Испания. Примерно в то же время это сделали Доминиканская Республика, Никарагуа, Гондурас и Сингапур.
- В июле 2004 года ради сохранения жизни своего гражданина, захваченного иракцами, военных отозвали Филиппины.
- В сентябре 2004 выведены войска Таиланда.
- В сентябре 2004 Новая Зеландия также приняла решение эвакуировать из Ирака свой воинский контингент (60 военнослужащих инженерных подразделений, которые на протяжении 12 месяцев находились на британской военной базе в районе Басры).
- В феврале 2005 выведены войска Португалии.
- Украинский миротворческий контингент в Ираке, прибывший в Ирак в начале августа 2003 года, начал эвакуацию 15 марта 2005 года, последнее подразделение покинуло Ирак 27 декабря 2005 года. Тем не менее, после вывода из Ирака украинского миротворческого контингента в конце декабря 2005, в Ираке остались около 50 украинских военных советников и инструкторов.
- В декабре 2008 Королевство Тонга вывело из Ирака свой контингент в размере 45 человек.
- Военнослужащие Азербайджана находились в Ираке по решению Совета безопасности ООН с 2003 года. Азербайджанские военнослужащие, состоявшие из 14 офицеров, 16 сержантов и 120 рядовых — охраняли ГЭС и водохранилище в иракском городе Аль-Хадита. В соответствии с решением Милли меджлис Азербайджана от 11 ноября 2008 года, миротворческий контингент из 150 военнослужащих азербайджанских вооружённых сил завершил свою миссию в Ираке и вернулся домой, где был торжественно встречен представителями Минобороны Республики, послами США и Ирака в Азербайджане, а также родными и близкими военнослужащих. Обращение президента Азербайджана Ильхама Алиева об отзыве азербайджанского воинского контингента из Ирака было одобрено на пленарном заседании Милли Меджлис 86 голосами «За» и 1 «против». Одним днём ранее, 10 ноября 2008 года, обращение президента было одобрено постоянной комиссией по обороне и безопасности.